# Bernard
Bernard hay còn gọi Backkom (Hangul: 빼꼼) ở Hàn Quốc là một bộ phim hoạt hình máy tính CGI hợp tác giữa Tây Ban Nha-Hàn-Pháp 3-Phút. Được sản xuất bởi công ty RG Animation Studios cùng với EBS, BRB Internacional và M6,.

## Tập phim
Danh sách tập phim Bernard

## Phim
Một bộ phim chủ đề dựa trên Bernard mang tên Mug Travel ở Hàn Quốc và My Friend Bernard trong tiếng Anh được công chiếu lần đầu ở Hàn Quốc vào ngày 22 tháng 3 năm 2007. Phim của đạo diễn Lim Ah-ron và sản xuất bởi RG Animation Studios.